# Herbita olivata
Herbita olivata är en fjärilsart som beskrevs av W. Warren 1901. Herbita olivata ingår i släktet Herbita och familjen mätare. Inga underarter finns listade i Catalogue of Life.